# Hilary Duff (альбом)
| Оценки критиков      | Оценки критиков |
| Источник             | Оценка          |
| -------------------- | --------------- |
| Allmusic             | [ 1 ]           |
| Entertainment Weekly | D−              |
| People               | [ 4 ]           |
| Robert Christgau     | [ 5 ]           |
| Slant                | [ 6 ]           |
| Stylus               | D+              |
| USA Today            | [ 8 ]           |
| The Village Voice    | (-)             |

Hilary Duff — одноимённый студийный альбом американской певицы Хилари Дафф, выпущенный 15 сентября 2004 года на лейбле Hollywood Records. Дафф сделала заявление, что этот альбом более зрелый, чем её предыдущие работы, точнее: «В сущности, я уже не Лиззи Магуайер». Альбом с семнадцатью треками, на котором Дафф сотрудничала с теми же продюсерами, что и на Metamorphosis, пояснила, что для неё так было удобнее. Записи альбома продолжались с мая по август 2004 г., отчасти в перерывах между съемками в фильмах Суперзвезда (2004) и Идеальный мужчина (2005), в обоих из которых Дафф снялась в главной роли.
Альбом получил в основном негативные отзывы от музыкальных критиков, многие из которых сравнили его с творчеством Аврил Лавин и Эшли Симпсон. Пластинка дебютировала на второй строчке в американском чарте Billboard 200. В первую неделю было продано 192 000 копий. На сегодняшний день Hilary Duff был распродан 1 800 000 копиями в США. Он стал её вторым подряд альбом с дебютом на первой строке в Канаде, хотя два сингла, вышедших с него не стали главными хитами. В конце концов он стал платиновым по данным Recording Industry Association of America (RIAA). Hilary Duff был шестьдесят пятым в годовом чарте журнала Billboard в ноябре 2005 г.
Главный сингл с Hilary Duff, «Fly» вышел в свет 26 августа 2004 на MTV в передаче Total Request Live. Песня была официально выпущена в качестве сингла 19 октября 2004 г., достигнув пика в топ-20 в чарте Billboard Top 40 Mainstream, но провалился в чарте Billboard Hot 100. «Fly» был единственным синглом, выпущенным в США. Второй австралийский сингл, «Someone's Watching Over Me» был выпущен 21 февраля 2005 г., чтобы продвинуть фильм Суперзвезда, который получил значительный успех; в чарте ARIA Singles Chart он достиг только 22 позицию.

## Предпосылка и создание
Согласно Дафф, альбом описывает её события, прошедшие за весь год до его выхода: «какие-то хорошие, а какие-то плохие, и полным полно большого жизненного опыта». Её заинтересовал более жесткий текст песен («Ну, я не собираюсь петь про леденцы, потому что я уже выросла из них»), по сравнению с Metamorphosis (2003), и чтобы альбом показал, по её словам, что она нормальная шестнадцатилетняя девушка. «По сути, я уже не Лиззи Магуайер», — заявила она. Она сказала, что альбом касается таких тем, которые не обсуждаются прилюдно и «отвечает на некоторые вопросы», но она не согласна с людьми, которые считают, что альбом представляет другую её сторону, сказав: «Я думаю, в нём просто „больше“ меня, потому что я сделала так, как и хотела». Дафф назвала альбом "отличным от Metamorphosis и «гораздо более зрелым», в частности в «звучании», но он не рассчитан на детскую аудиторию; «Я просто думаю, что он относится больше к другим людям», — сказала она. По её словам, она больше была «вовлечена» по сравнению с тем, как создавался её первый альбом и «достаточно уверенна, чтобы давать советы» о стиле альбома: «Если я считала, что он должен был быть более тяжелым, с элементами рока, я так и говорила». На дату релиза в США, 28 сентября 2004 г., пришёлся семнадцатый день рождения Дафф.
Три песни — «Fly», «Someone’s Watching over Me» и «Jericho» — были использованы в фильме Суперзвезда, драме, выпущенной сразу после альбома, в котором Дафф снялась в главной роли в качестве певицы, которая посещает престижные курсы артистического мастерства в летней школе. Дафф назвала «Fly» «веселой песней» о том, «как люди боятся открыться и показать, кто они есть на самом деле, потому что опасаются общественного мнения». Её персонаж исполняет «Someone’s Watching over Me» в конце фильма, а «Jericho» во время конечных титров, с другими героями, играющими на инструментах. В релиз альбома в Японии вошли три бонус-трека: акустическая версия «Who’s That Girl?», кавер-версия The Go-Go's «Our Lips Are Sealed», записанная с Хейли для саундтрека к фильму Дафф История Золушки ("Мы действительно хотели работать вместе, и мой лейбл знал об этом, поэтому мы нашли и песню и такие: «Да! Мы сделаем это!» — сказала Дафф.) и кавер-версия The Who «My Generation», в которой есть строчка «Я надеюсь умереть молодым» была изменена на «Я надеюсь, что не умру молодым». Дафф начала исполнять её на концерте после совета от её менеджера, которая является фанаткой песни.
Дафф была соавтором трех песен: «Mr. James Dean», «Haters» и «Rock This World», а Хейли была соавтором первых двух и «The Last Song». Хилари сказала, что она удержалась от соавторства целого альбома, потому что «Я не знаю, достаточно ли я уверенна в себе, чтобы делать это». Она назвала «Haters» «насмешливой» и сказала, что люди поймут, о чём она, когда услышат, и она существенно привлекла внимание общественности, когда поползли слухи о том, что она об актрисе Линдси Лохан, с которой Дафф враждовала. В The Scoop, рубрике о слухах на сайте MSNBC, появилась фраза: «Хилари думает, что Линдси распространяла негатив в отношении неё». Дафф отрицала слухи, сказав, что она не знала Лохан, и не стала бы писать песню о ней. Она сказала, что в то время она написала что чувствует, что должна открыто обсудить свою личную жизнь, потому что «люди друг друга обвиняют, постоянно обманывая и распуская слухи … люди такие злые. Они любят читать, что выйдет следующим на шестой странице [газеты New York Post], и я подумала, что это будет уместно». Она решила, что «обычные девушки» тоже могли бы иметь отношение к этой песне, из-за «мелких проблем», которые происходят в школах.
Дафф рассказала Chicago Sun-Times в 2005 г., что из-за давления со стороны лейбла во время создания Metamorphosis и Hilary Duff она не могла внести те коррективы в звучание, которые она хотела. Она сказала, что запись «была сделана мастерски и звучание реально классным … Если бы я могла изменить его, я бы сделала это, и оно было бы намного [менее попсовым]. Мое имя Хилари Дафф, и я не знаю, почему я не могу сделать музыку Хилари Дафф».

### Синглы
«Fly» — премьера сингла состоялась на радио в августе 2004-го. Критики хорошо встретили песню. Клип снял Chris Applebaum. Видео представляло собой концертное видео с черно-белыми документальными вставками. Сингл не имел успеха в чартах, во многом из-за неудачного выпуска, песня была выпущена на радио в августе, а на CD и digital носителях только в октябре. Тем не менее песня достигла 20-го места в Великобритании.
«Haters» — Хилари обозначала песню как второй сингл в некоторых своих интервью. Песня так и не была выпущена коммерчески.
«Weird» — второй сингл с альбома. Первоначально должен был выпущен полноценным синглом, но в конечном счете лишь как промосингл в Испании, также получал незначительные ротации на радио США.
«I Am» — в декабре песня была выпущена на Radio Disney.
«Someone’s Watching Over Me» — второй (третий) сингл с альбома. Был выпущен в Австралии в феврале 2005-го. Песня была заглавной песней в фильме Raise Your Voice. Видео на песню представляет собой сцену из фильма. По словам Paul Broucek, продюсера New Line Cinema, песня могла бы получить номинацию на Оскар за лучшую песню.
«The Getaway» — песня была выпущена для радиостанций США и Канады в ноябре 2004-го. Но позже, в марте, вновь появилась в плейлистах радиостанций, в связи со слухами по поводу официального выпуска сингла.

### Промо
В рамках промоушена альбома Хилари провела концертный тур "Most Wanted Tour" в США и Канаде, где билеты были скуплены буквально в несколько минут. До выпуска альбома был выпущен DVD "Learning to Fly" с одноименным документальным фильмом и клипом "Fly". Поклонники Хилари были очень разочарованы слабыми продажами альбома, и считали, что виной всему рекорд-лейбл, отменивший релизы с альбома и какой-либо промоушен вне тура. Они даже планировали проект "Hilary Duff Attack Day", чтобы "атаковать" рекорд-лейбл Хилари и повлиять на выпуск синглов.

## Список композиций
| №                   | Название                     | Автор(ы)                                                      | {{{extra_column}}}                   | Длительность |
| ------------------- | ---------------------------- | ------------------------------------------------------------- | ------------------------------------ | ------------ |
| 1.                  | «Fly»                        | Kara DioGuardi John Shanks                                    | Shanks                               | 3:43         |
| 2.                  | «Do You Want Me?»            | Matthew Gerrard DioGuardi                                     | Gerrard                              | 3:31         |
| 3.                  | «Weird»                      | Charlie Midnight Marc Swersky Ron Entwistle                   | Charlie Midnight Swersky Spider      | 2:56         |
| 4.                  | «Hide Away»                  | Shaun Shankel Charlie Midnight Trina Harmon Tyler Hayes Bieck | Shankel Charlie Midnight             | 3:48         |
| 5.                  | «Mr. James Dean»             | Hilary Duff Haylie Duff Kevin De Clue                         | Haylie Duff De Clue Andre Recke      | 3:28         |
| 6.                  | «Underneath This Smile»      | DioGuardi Shanks                                              | Shanks                               | 3:39         |
| 7.                  | «Dangerous to Know»          | Charlie Midnight Wendy Page Jim Marr                          | Charlie Midnight Marr Page           | 3:34         |
| 8.                  | «Who's That Girl?»           | Charlie Midnight Andreas Carlsson Desmond Child               | Child Charlie Midnight Carlsson      | 3:27         |
| 9.                  | «Shine»                      | DioGuardi Guy Chambers                                        | Shanks                               | 3:29         |
| 10.                 | «I Am»                       | Diane Warren                                                  | Shanks                               | 3:44         |
| 11.                 | «The Getaway»                | Julian Bunetta James Michael                                  | Bunetta                              | 3:37         |
| 12.                 | «Cry»                        | Charlie Midnight Swersky Charlton Pettus                      | Charlie Midnight Swersky Pettus      | 3:48         |
| 13.                 | «Haters»                     | Hilary Duff Haylie Duff Charlie Midnight Swersky              | Charlie Midnight Swersky             | 2:59         |
| 14.                 | «Rock This World»            | Charlie Midnight Denny Weston, Jr. Ty Stevens Hilary Duff     | Charlie Midnight Weston, Jr. Stevens | 3:46         |
| 15.                 | «Someone's Watching Over Me» | DioGuardi Shanks                                              | Shanks                               | 4:11         |
| 16.                 | «Jericho»                    | Charlie Midnight Chico Bennett                                | Charlie Midnight Bennett             | 3:55         |
| 17.                 | «The Last Song»              | Haylie Duff De Clue                                           | Haylie Duff De Clue Recke            | 1:25         |
| Общая длительность: | Общая длительность:          | Общая длительность:                                           | Общая длительность:                  | 58:50        |

| №                   | Название                          | Автор(ы)                        | {{{extra_column}}}              | Длительность |
| ------------------- | --------------------------------- | ------------------------------- | ------------------------------- | ------------ |
| 18.                 | «Who's That Girl?» (Acoustic Mix) | Charlie Midnight Carlsson Child | Child Charlie Midnight Carlsson | 3:26         |
| 19.                 | «Our Lips Are Sealed»             | Jane Wiedlin Terry Hall         | Charlie Midnight Spider         | 2:40         |
| 20.                 | «My Generation»                   | Pete Townshend                  | Spider                          | 2:41         |
| Общая длительность: | Общая длительность:               | Общая длительность:             | Общая длительность:             | 67:37        |

## Чарты
| Чарты (2004)                    | Чарты (2004) |
| Чарт                            | Место        |
| ------------------------------- | ------------ |
| Australian Albums Chart         | 6            |
| Belgian Albums Chart (Wallonia) | 71           |
| Canadian Albums Chart           | 1            |
| Dutch Albums Chart              | 16           |
| Japanese Albums Chart           | 5            |
| Mexican Albums Chart            | 6            |
| New Zealand Albums Chart        | 14           |
| Spanish Albums Chart            | 14           |
| US Billboard 200                | 2            |

| Сертификации  | Сертификации | Сертификации |
| Страна        | Сертификация | Продажи      |
| ------------- | ------------ | ------------ |
| Australia     | Платина      | 70,000+      |
| Canada        | 3× Платина   | 300,000+     |
| Japan         | Золото       | 100,000+     |
| United States | Платина      | 1,000,000+   |